# Cassano all’Ionio
Cassano all’Ionio ist eine italienische Stadt in der Provinz Cosenza in der Region Kalabrien mit 16.432 Einwohnern (Stand 31. Dezember 2023). Die Einwohnerzahl nimmt seit 1980 stetig ab.
Cassano all’Ionio liegt 75 km nördlich von Cosenza. Die Nachbargemeinden sind Castrovillari, Cerchiara di Calabria, Civita, Corigliano-Rossano, Francavilla Marittima, Frascineto, Spezzano Albanese und Villapiana.
Cassano ist Bischofssitz des Bistums Cassano all’Jonio. Bis zu einer Änderung der Zirkumskription der Bistumsgrenzen war Cassano das einzige Bistum der zwei Meere (Tyrrhenisches Meer und Ionisches Meer) und der zwei Regionen Basilikata und Kalabrien.

## Geschichte
Im Gebiet der Gemeinde wurde um 720 v. Chr. die griechische Stadt Sybaris gegründet. In römischer Zeit hieß die Stadt Cassanum. Im Jahre 576 wurde sie von den Langobarden erobert; fortan gehörte sie zum Herzogtum Benevent.
Mehrfach (in den Jahren 951, 969/970, 1032 und 1040) wurde Cassano von den Sarazenen angegriffen. Am 3. Juli 1032 (nach anderen Quellen 1031) besiegten die Sarazenen in einer Schlacht vor den Toren Cassanos ein byzantinisches Heer unter der Führung des Katepans Pothos Argyros, der in der Schlacht fiel.
Im Jahre 1054 wurde Cassano von den Normannen erobert. Mit dem Normannenreich fiel auch Cassano 1194 an die Staufer. Von 1282 bis 1860 gehörte Cassano zum Königreich Neapel bzw. zum Königreich beider Sizilien.

## Verkehr
Der Ort hatte einen Bahnhof an der Bahnstrecke Lagonegro–Spezzano Albanese.

## Stadtbild
Cassano wird von zwei Felsen überragt: von der Pietra del Castello (Felsen des Kastells), unmittelbar östlich der Altstadt aufragend, und von der Pietra di Santo Marco (Felsen des heiligen Markus) gut einen Kilometer westlich der Stadt. Beide sind weithin sichtbar, dank der beleuchteten Kreuze auf ihren Spitzen auch nachts. Auf der Pietra del Castello sind noch die Ruinen einer Normannenburg zu erkennen. Sie war nach der Eroberung Cassanos im Zuge der napoleonischen Kriege im Jahre 1799 während der kurzlebigen Parthenopäischen Republik von den Franzosen geschleift worden. Auf der Pietra di Santo Marco stand einmal ein Kloster, das dem Felsen den Namen gab. Der Sage nach – und nur der Sage nach – besteht zwischen den beiden Felsen ein unterirdischer Gang als Fluchtweg.

## Sehenswürdigkeiten

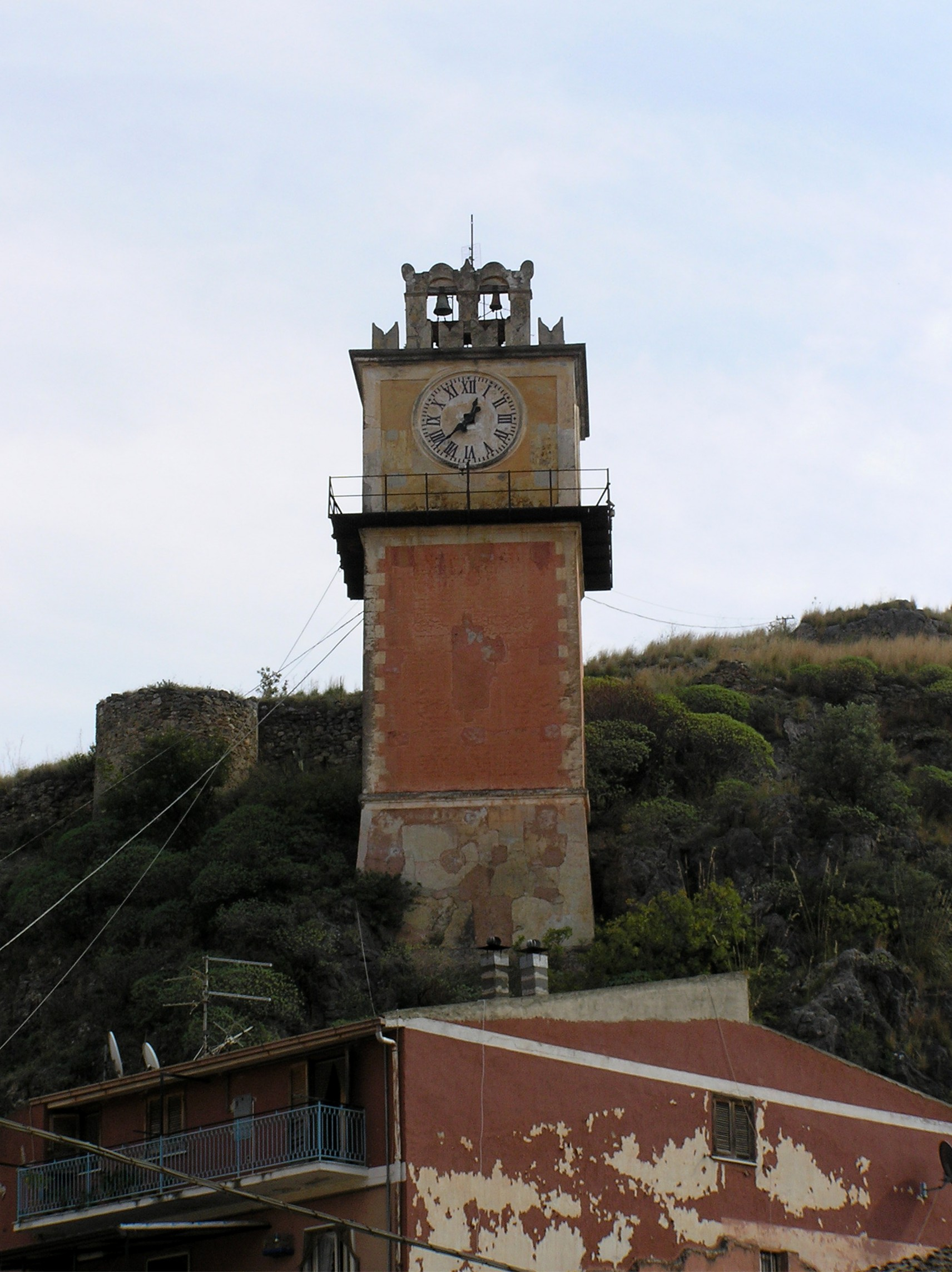
Uhrturm in Cassano all’Ionio

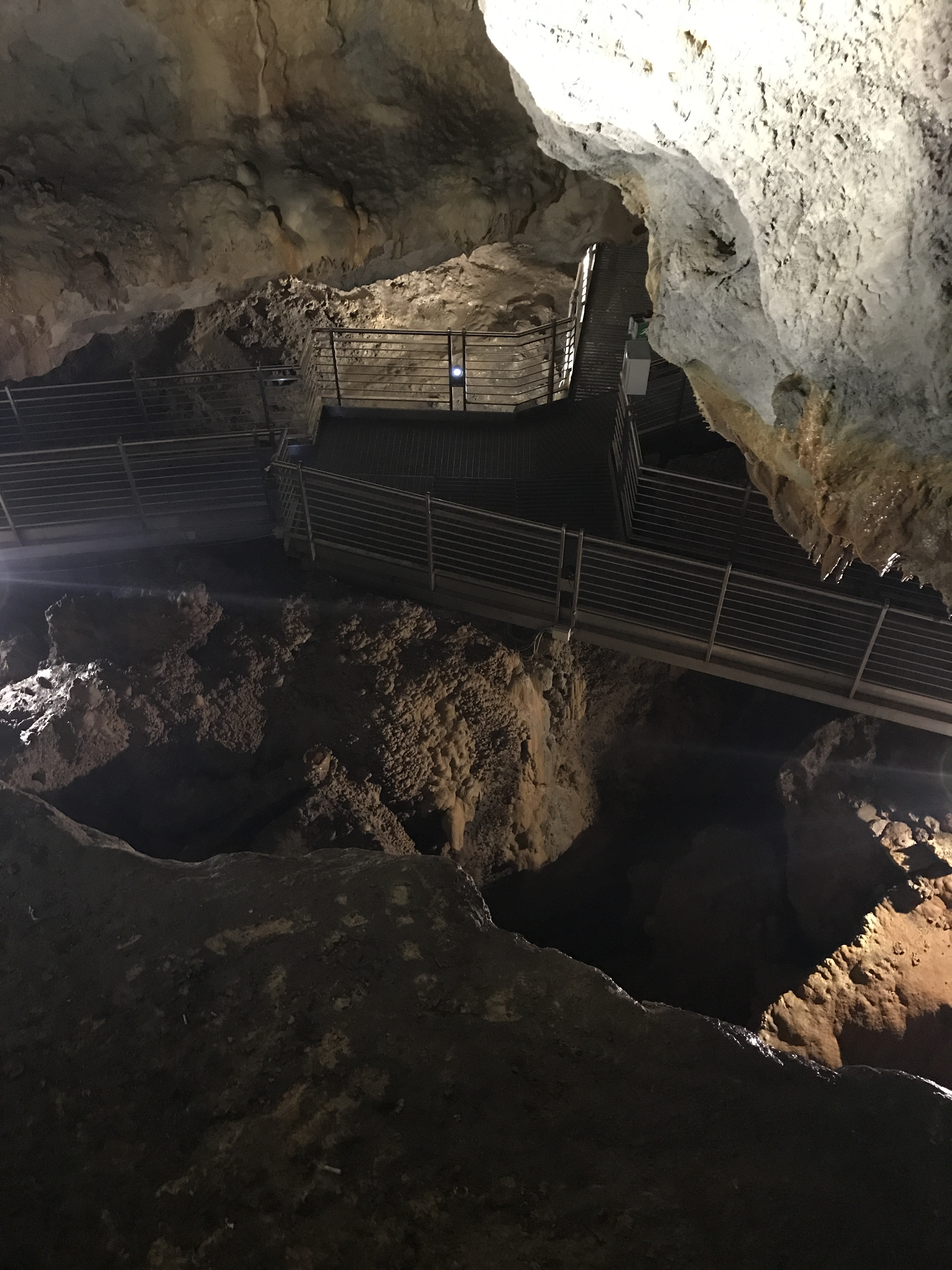
Höhle Sant'Angelo

- Die Kathedrale von Cassano soll der Überlieferung zufolge auf den Ruinen eines Jupitertempels erbaut worden sein. Ihre Krypta geht bis in die frühchristliche Zeit zurück.[3] An der rechten Außenwand des Langhauses der Kathedrale ist eine Sonnenuhr angebracht.
- Nahe der Piazza Paglialunga ist die kleine Klosterkirche San Domenico sehenswert.[4] Daneben befindet sich das bischöfliche Priesterseminar.
- An der Stelle eines Basilianer-Klosters nördlich der Stadt wurde in der ersten Hälfte des 17. Jahrhunderts die barock ausgestaltete Wallfahrtskirche Santa Maria della Catena gebaut.[5] Dort verehren die Gläubigen die vermutlich aus dem 9. Jahrhundert stammende Ikone der Madonna della Catena (von gr. „katinai“: leiten), der den Weg weisenden Madonna, eine der ältesten in Italien erhaltenen Ikonen (außerhalb der Vatikanischen Sammlungen).[6] Berühmt sind die von den Frauen u. a. bei der Prozession zur Madonna della Catena am Karfreitag zu archaischen Melodien mehrstimmig gesungenen Klagelieder.[7]
- Eine bedeutende Sammlung süditalienischer Kunst aus dem 15. bis 18. Jahrhundert birgt das Museo Diocesano an der Piazza S. Eusebio.
- Am Fuße der Pietra del Castello befindet sich der 1776 erbaute Uhrturm. Sein Standort wurde so gewählt, dass man von möglichst vielen Plätzen und Straßen der Stadt die Uhrzeit ablesen konnte.
- Cassano ist bekannt für seine fünf Thermalquellen, darunter die Fonte della Stufa (Ofenquelle, wegen ihres warmen Wassers so benannt), die für das Thermalbad Terme Sibarite genutzt werden.[8] Ein Zeugnis der langen Geschichte der Nutzung der Quellen ist ein öffentlicher Brunnen aus der Barockzeit, die Fontana dell’Acqua Sulfurea (Brunnen des Schwefelwassers).
- Höhle Sant'Angelo

## Söhne und Töchter der Stadt
- Francesco Castiglia, bekannt als Frank Costello (1891–1973), Mafiaboss, geboren in Lauropoli, einem Ortsteil von Cassano
- Antonio Melomo (1879–1945), Erzbischof von Conza

## Bevölkerung
Entwicklung der Bevölkerungszahlen: 